# (37722) 1996 TC13
1996 TC13 (asteroide 37722) é um asteroide da cintura principal. Possui uma excentricidade de 0.21442090 e uma inclinação de 4.77639º.
Este asteroide foi descoberto no dia 12 de outubro de 1996 por Farra d'Isonzo em Farra d'Isonzo.